# آویچی (۰۱)
آویچی (۰۱) چهارمین و آخرین نمایش توسعه یافته دی‌جی و تهیه‌کننده موسیقی سوئدی آویچی است. این اثر توسط آویچی، بنی بلانکو، اندرو وات، کشمیر کت و کارل فالک ساخته شد و سرانجام از طریق «آویچی موزیک» در ۱۰ اوت ۲۰۱۷ منتشر شد

## زمینه ساخت آلبوم
در ۲۷ ژوئن ۲۰۱۷، ریتا اورا برای نخستین بار نسخه نیمه آکوستیک آهنگ "تنهایی با یکدیگر " را در یک رویداد خصوصی در آنابل لندن اجرا کرد. سپس آویچی قطعه‌هایی یک دقیقه‌ای از آهنگ‌های این آلبوم را در اینستاگرام با عنوان «موسیقی جدید خیلی خیلی (خیلی) به زودی!» با استفاده از نام آهنگ‌ها به‌عنوان هشتگ به اشتراک گذاشت، و پس از آن آگهی‌هایی از هر کدام از قطعه‌های این آلبوم منتشر کرد. او دربارهٔ این انتشار آلبوم آویچی (۰۱) گفت: «من واقعاً هیجان‌زده هستم که بار دیگر به موسیقی بازگشته ام. خیلی وقت بود که چیزی منتشر نکرده بودم و خیلی وقت بود که برای انتشار آثار جدیدم اینقدر هیجان زده بودم! تمرکز کلی من در ساخت این آلبوم، پدیدآوردن ترکیبی از آهنگ‌های جدید و قدیمی ام بود: برخی از آهنگ‌هایی که طرفداران مدام دربارهٔ آن‌ها می‌پرسیدند و منتظر بودند که آنها با آهنگ‌های کاملاً جدیدی ترکیب بشوند که تابحال شنیده نشده‌اند!»

## فهرست آهنگ‌ها
| شماره      | نام                                                 | نویسنده(ها)                                                               | تهیه‌کنندگان                                | مدت   |
| ---------- | --------------------------------------------------- | ------------------------------------------------------------------------- | ------------------------------------------ | ----- |
| ۱.         | «Friend of Mine» (featuring Vargas & Lagola)        | آویچی Vincent Pontare Salem Al Fakir                                      | Bergling                                   | ۲:۳۹  |
| ۲.         | «تنهایی با یکدیگر» (بهمراهی ریتا اورا)              | بنی بلانکو Ali Tamposi Bergling Brian Lee Magnus August Høiberg اندرو وات | Bergling بنی بلانکو اندرو وات Cashmere Cat | ۳:۰۱  |
| ۳.         | «You Be Love» (featuring Billy Raffoul)             | هیلری لینزی نیتن چپمن (تهیه‌کننده موسیقی) Bergling Billy Raffoul           | Bergling                                   | ۳:۲۷  |
| ۴.         | «بدون تو» (بهمراهی ساندرو کاوازا)                   | Carl Falk Bergling Pontare Dhani Lennevald Fakir Alessandro Cavazza       | Bergling Falk                              | ۳:۰۱  |
| ۵.         | «What Would I Change It To» (featuring AlunaGeorge) | Bergling Mike Einziger Aluna Francis                                      | Bergling                                   | ۲:۵۸  |
| ۶.         | «So Much Better» (Avicii remix)                     | Bergling Felix Flygare Floderer Carl Silvergran Cavazza                   | Bergling                                   | ۲:۳۷  |
| مجموع مدت: | مجموع مدت:                                          | مجموع مدت:                                                                | مجموع مدت:                                 | ۱۷:۴۳ |